# دانيلو غوميز
دانيلو غوميز (بالبرتغالية: Danilo Gomes‏) (مواليد 15 أكتوبر 1981)، هو لاعب كرة قدم كان يلعب كلاعب وسط.

## وصلات خارجية
- دانيلو غوميز على موقع رابطة كرة القدم اليابانية للمحترفين (اليابانية)
- دانيلو غوميز على موقع إي إس بي إن إف سي (الإنجليزية)
- دانيلو غوميز على موقع قاعدة بيانات كرة القدم.إي يو (الإنجليزية)
- دانيلو غوميز على موقع Soccerway.com (الإنجليزية)
- دانيلو غوميز على موقع عالم كرة القدم.نت (الإنجليزية)